# Ян I Сліпий
Йоганн I, або Ян Люксембурзький, або Йоганн I Люксембурзький; 10 серпня 1296 — 26 серпня 1346) — король Богемії з 1310 до 1346 року, граф Люксембургу з 1313 до 1346 року, титулярний король Польщі у 1310–1335 роках. Походив з династії Люксембургів. Прізвисько — Сліпий

## Біографія

### Молоді роки
Був сином Генріха VII, імператора Священної Римської імперії, та Маргарет Брабантської. Йоганн виріс у Парижі, навчався в університеті Сорбонна, де здобув гарну освіту. Водночас перебування у столиці Франції справило вплив на його смаки та звички. Також він усе життя добре ставився до французької корони.

### Король Богемії
У 1309 році почалося протистояння між чеською знатю та Генріхом Каринтійським, королем Богемії. Це призвело до того, що частина знаті звернулася до Генріха VII Люксембурга з пропозицією зробити його сина Йоганна новим богемським королем. 31 серпня 1310 року Ян I Сліпий став новим королем Богемії. Для зміцнення своїх прав та становища відбувся шлюб між Йоганном та Еліжкою, донькою Вацлава II, сестрою Вацлава III.

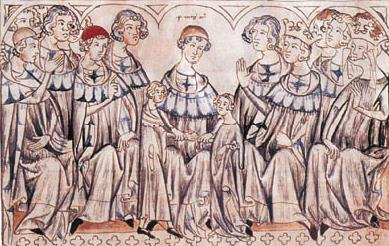
Шлюб Яна I Сліпого та Еліжки у місті Шпеєр. 1310 рік

Після смерті Генріха VII прибічники Люксембургів сподівалися, що Іоанн продовжить справу батька. Цьому стала на заваді політика Габсбургів та Віттельсбахів. Найбільше чого змогли досягти головні прихильники Яна Люксембурзького — архієпископи Трірський та Майнцький — було згуртування більшості курфюрстів навколо Людовика IV (1314—1347) з баварського роду Вітельсбахів. Меншість курфюрстів, однак, проголосували за австрійського герцога Фрідріха Габсбурга. Ці подвійні вибори призвели до кривавої сутички між двома суперниками, через що ідея імперії втратила своє значення, а престиж німецької корони знову впав.
Ян I Сліпий став на бік Віттельсбахів у боротьбі против Габсбургів. Він отримав від Людовика IV підтвердження всіх прав свого королівства та обіцянку визнати всі лети та майбутні здобутки. Водночас Іоанн змушений був вести боротьбу із зазіханнями чеської знаті на королівські права. Лідером знаті був Генріх Липський, який обіймав найвищу у королівстві посаду маршала. Його вплив здавався тим небезпечнішим, що він здобув прихильність Вацлава II та Ельжбети Рикси, удови Рудольфа I Габсбурга, колишнього короля Богемії. Аби послабити впливовість знаті і самого Генріха Липського, король Йоганн Люксембурзький ув'язнив його. Утім, він переоцінив свої сили і, для того щоб придушити заколот знаті, який спалахнув 1318 року, був змушений звернутися за допомогою до німецького короля Людовика IV Віттельсбаха. При цьому Генріх Липський повернув собі посаду, а значення знаті в королівстві посилилося. В підсумку єдина спроба Іоанна Люксембурга зміцнити королівську владу виявилася невдалою.
Зусилля королеви Єлизавети прищепити Йоганнові Люксембурзькому ті уявлення про королювання та врядування, які вона успадкувала від свого батька, виявилися марними. Після того як імпульсивність та нерозважливість Іоанна зірвали його спробу утвердити свою владу у Богемії, він полишив управління нею на Генріха Липського та інших представників знаті, віддаючи перевагу тривалому перебуванню в Люксембурзі та при французькому дворі.
Йоганн Люксембург ніколи не почувався в Богемії як удома. Він відвідував її лише задля одержання коштів на свої закордонні походи. Він став мандрівним лицарем, для якого ідеали лицарства були над усе. Його спробам перетворити Прагу на осередок лицарства, влаштувавши там круглий стіл короля Артура, завадив провал влаштованого там 1319 року міжнародного турніру. Після цього король Ян переніс усі свої симпатії на Францію, де дух лицарства цінувався вище.

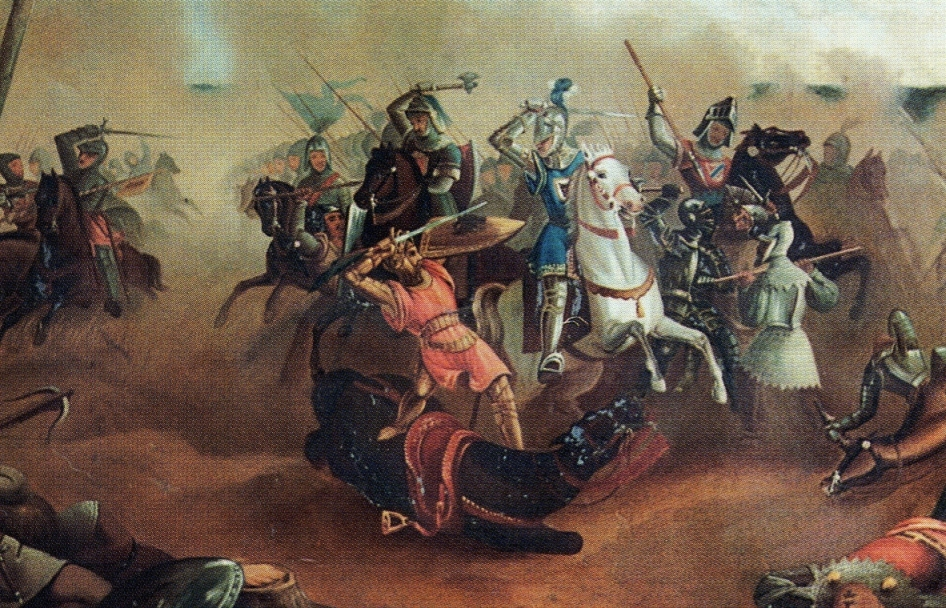
Битва при Мюльдорфі

Разом з тим Йоганн Люксембург не полишав поза своєї уваги справи у Німеччині. 1322 року він допоміг Людовику IV Віттельсбаху перемогти у битві при Мюльдорфі. Тим самим завдяки Іоанну Габсбурги були подолані у боротьбі за корону Німеччини. За це Йоганн Люксембург отримав від Віттельсбаха імперський лен Хеб (Егер).
Через своє віддалення від королеви Йоганн навіть повірив намовам її ворогів серед чеської знаті про те, що вона мала намір скинути його з престолу та правити сама від імені їхнього сина Вацлава Карла. Через те він обмежив свободу королеви й ув'язнив сина. Але невдовзі король був змушений поступитися празьким городянам, які завзято захищали свою королеву, помиритися з Еліжкою і звільнити сина. Побоюючись, щоб подібна змова справді колись та не трапилася, у 1323 році він привіз Вацлава Карла до Парижа, або той отримав виховання при дворі короля Карла IV Капетинга.
У 1324 році як граф Люксембургу долучився до боротьби з містом Мец. Цей конфлікт отримав назву «війни чотирьої сеньйорів» (або Мецька війна) і тривав до 1326 року. Під тиском Папського престолу Ян I разом з союзниками замирився з магістратом міста Мец.
В цей же час Іоанн Люксембурзький втрутився в конфлікт між королем Людовиком IV Віттельсбахом та папою римським Іваном XXII (1316-1334) стосовно імперських прав у Ломбардії та Центральній Італії. Іоанн Люксембург виступив посередником, запропонувавши компроміс — папа римський визнає Людовика IV королем Німеччини, останній зрікається прав на цісарство на користь французького короля, а Арелат передається родичу Капетингів — Карлу Валуа. Проте цей план було відкинуто. Все ж, Іоанн Люксембург, скориставшись боротьбою папи з королем, отримав право намісника у Німеччини на час відсутності Людовика IV. Після цього Іоанн Люксембург розпочав бурхливу дипломатичну діяльність стосовно досягнення примирення папи римського та Габсбургів з Віттельсбахами. Водночас Іоанн готувався до італійського походу на запрошення місцевих гібелінів.

### Італійський похід

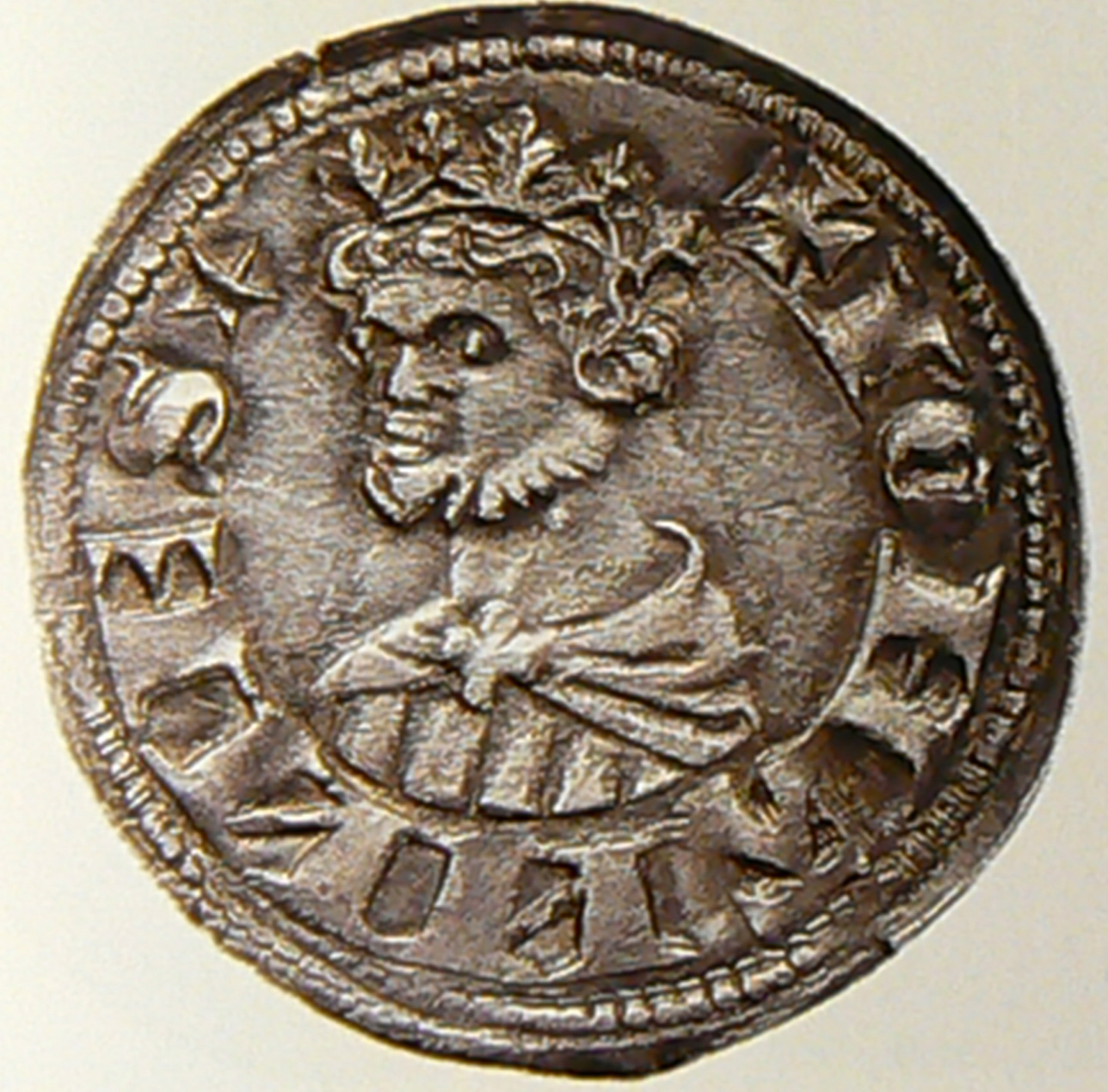
Пармська монета Яна I Сліпого

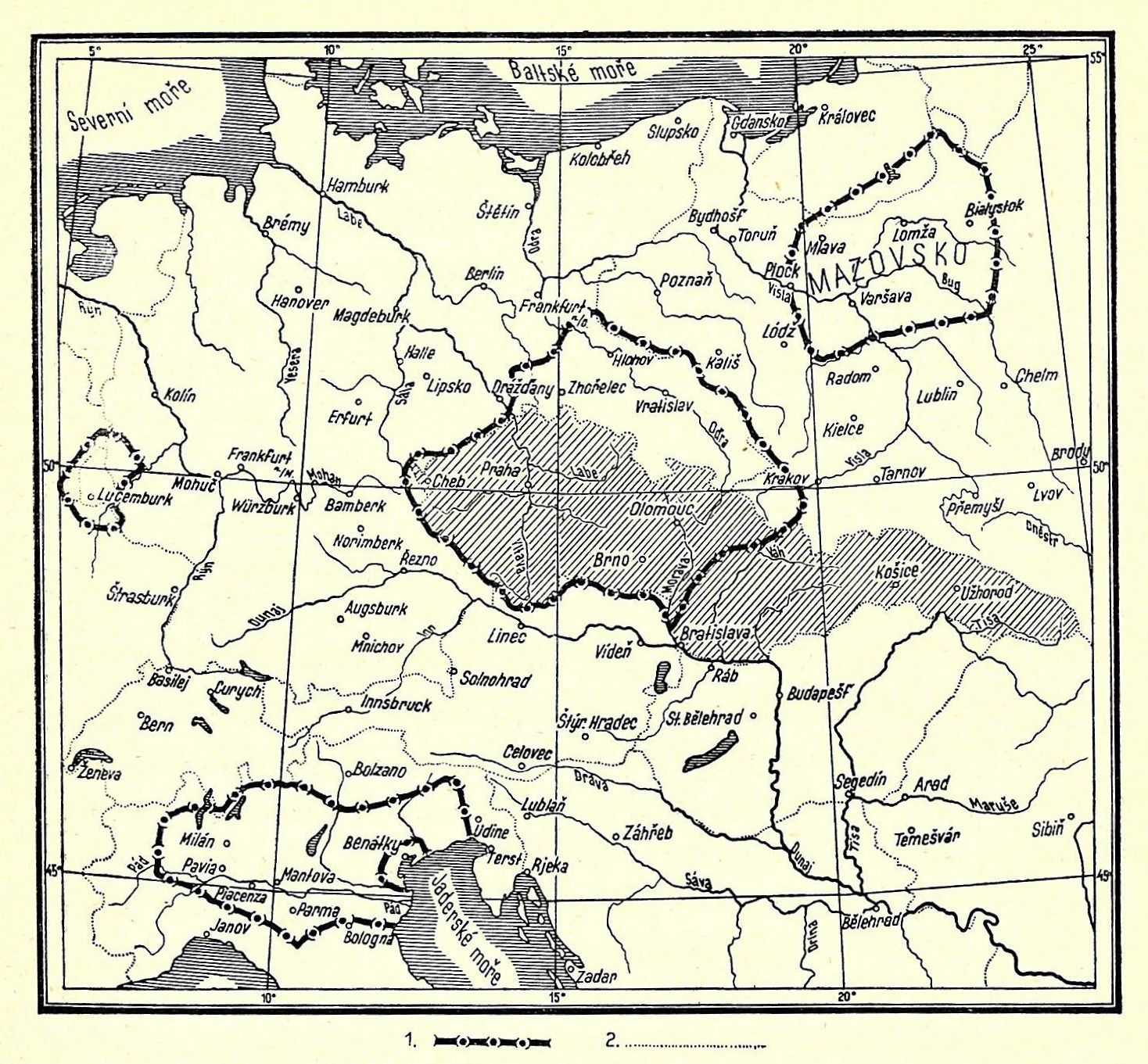
Володіння Яна I Сліпого

Перед початком походу до Італії Ян Люксембург уклав угоду з Генріхом Карінтійським, колишнім королем Богемії. Згідно з домовленостями Генріх відмовився від прав на Богемське королівство і віддав свою доньку Маргариту заміж за сина Іоанна — Яна Генріха, котрий мав успадкувати герцогства Карінтійське, Крайнське, графство Тіроль. Перебуваючи у м. Трент Іоанн Люксембург прийняв послів від комуни Брешії, які запропонували йому володіння містом в обмін на допомогу городянам зупинити вторгнення гібелінів на їхню територію. Іоанн прийняв пропозицію, хоч і дізнався про те, що цісар знову виявив нестійку вдачу, уклавши з габсбургами угоду, спрямовану на витіснення Люксембургів з альпійських земель.
Після цього Іоанн розпочав італійський похід. Можливість встановлення другої черги Люксембургів у Каринтії, Крайні та Тіролі спокушала Іоанна Люксембурга створити по сусідству з нею, у Ломбардії, новий обширний домен для своєї династії. Однак він немав ані імператорських, ані папських, ані французьких повноважень на ту роль, яку мав намір відігравати у Ломбардії. Брак цього він приховував. посилаючись на добрі стосунки з цісарем, папою та французьким королем. Бажання миру в Ломбардії було настільки сильним, що Іоанна, котрий подавав себе як миротворця, було невдовзі визнано сувереном багатьох комун, зокрема Брешії. Верони, Кремони, Мілана, Модени та Лукки. Його успіх був настільки несподіваним, що навіть папа римський, вдовольнившись на той час фактом, що Ломбардію не захопив Людовик IV Вітельсбах, дотримувався нейтрального ставлення до Іоанна Люксембурзького.
Щоб зміцнити свої позиції в Італії Іоанн наказав своєму синові Карлу, який перебував тоді у Люксембурзі, приєднатися до нього в Ломбардії. Таким чином, він сподівався, що становище суверена, якого він домігся в Ломбардії, стане в його домі спадковим.
Водночас цісар Людовик IV не дуже вітав успіх Люксембурга в Італії. Коли Ян дізнався, що цісар збирається підтримати Габсбурзькі погрози Богемії, він був змушений покинути управління справами в Італії на свого сина та заспокоїти Людовика IV. Після тривалих суперечок йому вдалося у серпні 1331 року у Нюрнберзі дійти згоди із цісарем. Людовик IV визнав завоювання Іоанна в Італії, надавши йому Брешію та Лукку як спадкові імперські лети і 9 комун (Мілан, Бергамо, Новару, Павію, Кремону, Парму, Модену, Реджо та Боббіо) як імперське пожалування. Французьку підтримку Ян Сліпий забезпечив собі обіцянкою військової допомоги у французьких кампаніях проти Англії та будь-якого іншого нападника, за винятком цісаря.
При підтримці Франції Іоанн досяг згоди також з папою римським Іваном XXII. Але на той час богемські домени в Італії були вже під великою загрозою. Тирани Мілану (Вісконті) та Верони (Скалігері) розпочали військові дії проти Люксембурга. Першою комуною, яка відступилася від нього, стала Брешія. Була сформована нова Ломбардська ліга проти володарювання Люксембургів у північній Італії. Попри попередній успіх сина Іоанна — Карла Люксембурзького — у битві при Сан-Феліче, потуга Ломбардської ліги зростала. Король Іоанн Люксембург поспішив до Італії з французькими лицарями та папськими військами, проте зазнав поразки під Феррарою. Вплив Іоанна в Італії постійно слабшав. Карл Люксембург утримував місто Лукку, збудувавши тут фортецю Монте-Карло. Все ж таки у жовтні 1333 року Іоанн Люксембург покинув Італію, залишивши у Пармі та деяких інших містах невеликі залоги.

### Польські справи
Іншою проблемою, що вимагала вирішення і навіть прямо впливала на його власні королівські наміри, були відносини Богемії з Польщею. Хоч Ян волів залишатися в Німеччині або Франції, ніж перебувати у власному королівстві, він аж ніяк не бажав облишити успадковані ним від Пржемисловичів претензії, разом з претензією на корону Польщі.
Проте, хоч претензії Яна на польську корону і були підтверджені Людовиком IV, він упродовж багатьох років мало що зробив для їх реалізації. Це дало супротивнику Вацлава III Владиславу I Локетеку більше часу для зміцнення свого становища в Польщі. Коли Локетек розпочав там свою діяльність, його спіткали численні труднощі. Хоч він був єдиним з П'ястівських князів, хто міг спробувати наново об'єднати князівства в єдине політичне ціле, його радо зустріли спочатку лише в князівстві Сандомирському. І лише після смерті Вацлава II він спромігся здолати опозицію в Малопольщі та зайняти Краків у 1306 році. Але у Великопольщі становищем володів сілезький князь Генріх Ґлогувський. За таких обставин поразка Локетека була цілком імовірною, якби військо Вацлава III не розсіялося після його вбивства 8 серпня 1306 року. Це допомогло Локетеку захопити східну частину Померанії, звану німцями Померелією, якої жадали й Бранденбурзькі Асканії, що отримали на неї законне право від Вацлава III. Однак коли Бранденбурги під час нового вторгнення дійшли аж до Данцига, Локетек звернувся по допомогу до Тевтонського ордену. Останній зрадив князя і підступно окупував усю Померелію, дійшовши згоди з Бранденбургом. Це стало великим ударом для Локетека і всієї Польщі. Повстання деяких міст у Малопольщі в 1311 році та ті клопоти, що їх Локетек мав з єпископом Краківським, показали, яким хистким було його становище. Але Ян Люксембурзький мав замало користі з цієї ситуації в 1312 році. Локетекова позиція стала безпечнішою, коли після смерті Генріха Ґлоґувського він зміг вигнати Генріхового сина з Великопольщі до Сілезії, заволодівши князівством у 1314 році. Богемський король знову втратив сприятливу нагоду втрутитися, хоч князі Ґлогувські й продовжували наполягати на своїх претензіях на польську корону.
Як раніше за Вацлава II, польське вище духовенство було найвідданішим прихильником відновлення королівства Польського. Тепер воно віддало свої симпатії та допомогу Локетекові і клопоталося за визнання його претензій папою. Петрів гріш, данина, що її поляки сплачували папству, виявився найкращим засобом завоювати симпатії такого фінансиста, як Іван XXII. На з'їзді у Сулеюві в 1318 році. Локетек з єпископами погодилися прийняти вимогу папи щодо збільшення суми Петрового гроша від трьох грошів з господарства до гроша з душі. Папа одразу ж не тільки дав згоду на коронацію Локетека, що відбулася в Кракові у 1320 році, а й розпочав судовий процес проти Тевтонського ордену, за вироком якого Померелію мали повернути Польщі. Хоч орден подав апеляцію та уник виконання вироку, його престижу було завдано шкоди.
Король Богемії оскаржив у Авіньйоні рішення папи стосовно коронації Локетека. Але він зробив це так, що папа міг вважати справу вирішеною, оголосивши, що Локетекові починання не можуть порушити чиїхось прав. А втім, новий король Польщі все ж таки відчув опозицію своїй владі, особливо з боку мазовецьких і сілезьких князів. Останні, претендуючи на титул володаря Польщі, вважали себе суверенними правителями, і коли деякі з них висловилися проти згоди Локетека на збільшення суми Петрового гроша, вони цим дали зрозуміти, що вважають свої князівства поза межами польської корони.
Попри цю опозицію, авторитет Локетека продовжував зростати. Його найбільшим успіхом було укладення союзу між Польщею та Угорщиною, що був скріплений шлюбом овдовілого угорського короля Карла Роберта та Локетекової дочки Єлизавети (1320). 1325 року Локетек досяг угоди з литовцями, які все ще були язичниками, і його син Казимир одружився з Анною (Альдоною), дочкою литовського князя Гедиміна.
У 1326 році за допомогою литовців Локетек вторгнувся до Бранденбургу, що належав тоді малолітньому синові імператора Людовика IV, проти якого Іван XXII збирав усі можливі сили. Проте звістки про руйнацію, вчинену поганами-литовцями у християнській землі, обернули громадську думку Європи проти Локетека. Тевтонський орден зблизився з молодим Віттельсбахом і домігся союзу з князем Вроцлавським.
Але для Локетека більшу загрозу становили дії Яна Сліпого. Поновлюючи свої претензії на королівство Польське, Ян розпочав наступ і дійшов аж до Кракова. Лише втручання Локетекового угорського союзника призупинило похід Яна I. Але принаймні п'ять, якщо не всі вісім верхньосілезьких князів визнали Яна Богемського своїм сувереном. Ще важливішим був той факт, що Генріх IV, князь Вроцлавський, головним чином за ініціативою німецьких бюргерів міста, уклав з Іоанном угоду, в якій визнав його своїм наступником. Король особисто з'явився до Вроцлава в ролі його верховного суверена.
Війну проти Локетекових союзників-литовців орден вів, залучивши для цього лицарів з Німеччини, все ще зачарованих ідеєю хрестових походів. Наприкінці 1328 року до них приєднався король Богемії, який, можливо, сподівався в такий спосіб виконати свою обітницю щодо участі у хрестовому поході проти Гранади, останньої мусульманської твердині в Іспанії. Він вдерся на землі литовців з Торуні разом з військом ордену, і вони разом оволоділи важливою фортецею Медельваген. Напад Локетека на орден надав Іоаннові іншу сприятливу можливість поновити свої претензії на польські землі. Він уклав з Тевтонським орденом договір про дружбу, спрямований проти литовців і Локетека, «короля Краківського». Більше того, діючи як король Польщі, він віддав ордену Померелію, володіння якою все ще оспорювали орден і Локетек. Далі Ян просунувся у Добжинську округу, що була частиною Куявії, і примусив князя Плоцького в Мазовії стати його васалом. Перш ніж вирушити до Сілезії, Ян віддав ордену половину Добжинської землі та пообіцяв половину території, які він сподівався в майбутньому завоювати в Мазовії.
Лицарі ордену продовжували свій наступ у Куявії та Мазовії. Там вони захопили кілька важливих міст. Це було сумним наслідком нападу Локетека на землі ордену. Щоб запобігти ускладненням з Бранденбургом, які погіршили б його й без того складне становище, Локетек мусив укласти мир з тамтешнім правителем Віттельсбахом.
Воєнний успіх Яна в Польщі дався взнаки в Сілезії. Богемський король не тільки зміг припинити напади на князя Вроцлавського Генріха IV з боку інших сілезьких князів, незадоволених Генріховою угодою з Яном I, а й примусив декого з дрібних князів визнати свій сюзеренітет. Князь Пшемисл Ґлогувський ще чинив опір, але після його смерті в 1331 році навіть це князівство стало богемським леном. Більше того, та частина Верхньої Лужиці, що залишалася в руках Сілезького князя Яворського, після згасання Асканіїв підкорилася владі короля Богемії.
Локетек продовжував воювати проти ордену з перемінним успіхом у 1330-1331 роках. Проте позиції ордену були занадто сильними, і йому довелось облишити сподівання повернути Померелію Польщі. Він помер у 1333 році, не домігшись об'єднання всіх земель, якими володіла династія П'ястів. Труднощі, які спіткали Локетека, свідчать, що йому було б ще важче, якби Ян Люксембурзький зосередився на східних завоюваннях. Відсутність в Іоанна справжньої зацікавленості своїм королівством, а також те, що він віддавав перевагу авантюрам на Заході, значно полегшили Локетекові завдання. Найбільша заслуга Локетека полягала в остаточному відродженні ідеї польської єдності під владою власного короля.
Син і наступник Локетека, Казимир III Великий (1333-1370), усвідомлював неможливість продовження війни зі своїми двома могутніми сусідами, Тевтонським орденом і королем Богемії, тим більше що існувала й небезпека ускладнень з бранденбурзьким володарем Генріхом Віттельсбахом, якого підтримував його батько, імператор Людовик IV. Тому він удовольнився подовженням перемир'я з орденом і королем Яном і розпочав переговори про налагодження стосунків з Віттельсбахами. Такий поворот справ був, однак, небезпечним для Яна Богемського, тому його син Карл, маркграф Моравський, підготував ґрунт для нових зносин між чеським і польським королями. За посередництвом угорського короля Карла Роберта, в Тренчині, що знаходився тоді на терені Угорщини, розпочалися переговори. На знак вдячності за Іоаннову готовність зректися будь-яких претензій на польську корону, Казимир погоджувався визнати ситуацію, що склалася в Сілезії, де більшість князів були за суверенітет чеського короля. Це стало важливим дипломатичним успіхом для Казимира, оскільки Іоанн розірвав свій союз з орденом і пообіцяв виступити разом з угорським королем у ролі третейського судді в конфлікті між орденом і Польщею.
Результати переговорів були урочисто оголошені в листопаді 1335 року у Вишеграді, в резиденції Карла I Роберта, де зустрілися три королі. Ян остаточно зрікся титулу короля Польщі за сплату Казимиром значної грошової суми. Після цього два арбітри вирішили, що орден має отримати Померелію як польську «пожертву», але віддати Куявію та Добжинь Казимирові. Під час нового литовського походу у 1336 році Ян I зробив ще одну спробу примирити орден з Казимиром. Його син Карл відвідав великого магістра ордену у жовтні 1341 року з аналогічною місією. Проте вони практично не досягли бажаного.
Казимир, хоч і свідомий того, що за таких обставин він навряд чи домігся б кращого рішення, не наважувався підписати угоду про передачу Сілезії Богемії. Він зробив це лише в 1339 році під час іншої зустрічі у Вишеграді. Так закінчився важливий етап у відносинах двох слов'янських держав. Сілезія, володіти якою прагнули і поляки і чехи, стала землею богемської корони. Внаслідок цього придбання авторитет чеського королівства значно зріс, і небезпеку того, що принаймні деякі з сілезьких князів можуть стати прямими васалами імператора, було відвернено. Проте час показав, що передача Сілезії Богемії значно послабила слов'янський елемент у цьому регіоні. Німецька колонізація, яка почалася ще за польських князів Сілезії, значно зросла, особливо в Нижній Сілезії, де більшість міст була заснована німецькими бюргерами. Німецькі бюргери були також головними прибічниками Іоанна протягом його кампаній у Сілезії. Однак не можна сказати, що Ян сприяв понімеченню Сілезії у своїх власних інтересах. Попри те, що польське духовенство завжди чинило опір проникненню німецького елементу більше, ніж будь-якого іншого, навряд чи цей процес розвивався б повільніше, якби провінція залишилася у складі Польщі. Якою болісною не була б для Казимира втрата Сілезії, втрата Померелії обурювала його ще більше. Він ясно бачив, що його країну відрізано від моря, а це перешкоджало будь-якій експансії польських інтересів у цьому напрямку. Спершу він намагався уникнути цієї передачі, збудивши ще один судовий процес. Суд проти ордену розпочався з дозволу папи у Варшаві в 1339 році. Його протоколи дуже важливі для наших знань про Польщу в XIV століття. І хоч за вироком суду орден мав віддати всю завойовану ним польську територію Казимирові, присуд залишився мертвою буквою. Навіть папа не наважився наполягти на виконанні вердикту. Зрештою, Казимир побачив, що має поступитися, і підписав у 1343 році. в Каліші мирний договір з орденом, який ґрунтувався на розсуді 1335 року. Забезпечивши в такий спосіб мирніші умови для свого королівства, Казимир зосередив зусилля на політичному й економічному зміцненні своїх земель. Це також дало йому можливість розпочати польський наступ на Схід.
Стосунки між чеським і польським королівствами, можливо, розвивалися б більш дружньо, якби було укладено шлюб між сестрою Карла Маргаритою та Казимиром. Шлюб планував маркграф Карл. Зміцнення стосунків між Богемією, Польщею та Угорщиною і раніше було однією з його головних цілей у політиці. Весілля мало відбутися в Празі в 1341 році. Прикро, але Маргарита занедужала і померла на превеликий жаль її нареченого, котрому судилося бути присутнім лише на її похованні. Замість чеської королівни Казимир одружився з Аделаїдою Гессенською. Навіть цей шлюб було влаштовано Карлом, який бажав залучити Казимира до існуючої серед німецьких князів опозиційної Людовику IV партії. У цій справі Карл не зміг досягнути повного успіху. На початку 1345 року імператор схилив Казимира до спрямованого проти дому Люксембургів союзу, який мав бути скріплений шлюбом другої дочки Казимира з сином Людовіка. Першим польським актом ворожості стосовно чехів стала спроба Казимира полонити Карла на його зворотному шляху з чергового невдалого хрестового походу до Литви, в якому він брав участь разом зі своїм батьком і молодим угорським королем Людовіком. Проте Карл, довідавшись про польські наміри захопити його під час перебування у Каліші, уник пастки за допомогою німецьких городян. Казимир, таким чином, втратив слушну нагоду домагатися певних територіальних поступок за звільнення царственого в'язня. Потому він вторгнувся до князівства Ратиборського у Сілезії. Чеський король не забарився з відповіддю, і невдовзі його військо стояло під мурами Кракова. Казимир був змушений просити миру, і завдяки втручанню курії чесько-польський конфлікт було невдовзі залагоджено. Для зміцнення добрих відносин із союзницею Польщі Угорщиною Карл відвідав юного короля Людовіка, щоб підготувати шлюб своєї дочки Маргарити зі спадкоємцем угорського престолу.

### Німецькі справи
Польсько-чеський конфлікт був тісно пов'язаний з другим етапом втручання Іоанна у конфлікт Людовика IV з папством. Новий папа Бенедикт XII (1334-1342) був прихильнішим до примирення з імператором і не звертав жодної уваги на пропозиції Іоанна та французького короля діяти проти Людовіка Баварського на засадах, погоджених перед смертю Івана XXII. Підбадьорений цим Людовік наважився завдати Люксембургом нового удару. Після смерті герцога Генріха Каринтійського (1335), зневажаючи його заповіт, за яким герцогство й Тіроль відходили його дочці Маргариті, одруженій з наймолодшим сином чеського короля Іоанном Генріхом, імператор надав Каринтію з Крайною Габсбургам як імперський лен, залишивши собі північну частину Тіролю. Проте відданість тірольської знаті зберегла цю країну принаймні для Маргарити. Іоанн Богемський марно протестував проти цього несправедливого рішення. Збройний конфлікт з Габсбургами та цісарем, в якому Іоанна підтримала Угорщина, не приніс очевидної розв'язки. Маркграф Карл зумів лише зміцнити свою владу в Тіролі. Маючи на меті послабити позиції імператора, Іоанн уклав з Габсбургами угоду, за якою він зрікався своїх прав на герцогство Каринтійське за умови, що володіння Тіролем залишиться Маргариті та її хлопчику-чоловікові. 1337 року, коли Карл на деякий час втратив довіру батька, він знову з'явився в Тіролі і навіть зміг поширити свою владу на два італійські міста — Беллюно та Фельтре.
Однак порозуміння Іоанна з Габсбургами не послабило позиції імператора. Сподіваючись на примирення з папою за допомогою Філіпа VI, він підтримував дружні відносини з Францією. Зазнавши невдачі, Людовік IV звернувся до короля Едуарда III Англійського. Останній поновив свої претензії на французький трон і був сповнений рішучості захищати свої права на провінцію Ґієнь у Південній Франції та торгівлю з Фландрією. Папа відчайдушно намагався примирити обох супротивників, боячись наслідків збройного конфлікту між ними для західного християнського світу. Іоанн Люксембурзький, діючи в інтересах свого французького союзника, безрезультатно намагався відмовити імператора від союзу з Англією.
Громадська думка в Німеччині, стомленій тривалим протистоянням між імператором і папою, ставала дедалі більше ворожою до Авіньйону та Риму. Користуючись цим, Людовік IV схилив курфюрстів до важливого акту на захист їхніх прав і прав обраного ними імператора проти претензій курії. На з'їзді в Рензе курфюрсти вирішили, що обраний ними імператор не потребує якогось схвалення чи затвердження з боку курії. Він має повне право користуватися після свого обрання королівськими та імператорськими повноваженнями, а за папою залишається лише привілей коронувати його та надати йому імператорський титул.
Іоанн Богемський був єдиним курфюрстом, якого не було в Рензе. Офіційний союз між Англією та імперією було укладено влітку 1338 p., коли Едуард III зустрівся з Людовіком IV у Кобленці та отримав титул генерального намісника в Німеччині. Коли ж не тільки дядько Іоанна, архієпископ Трірський, але також його зять Генріх Нижньобаварський стали на бік імператора проти Франції, Іоанн залишився в ізоляції і був змушений капітулювати перед цісарем. Навесні 1339 р. у Франкфурті він склав присягу на вірність Людовіку IV, офіційно отримавши від нього свої володіння як лени імперії. Далі між Віттельсбахами та Люксембургами було укладено союзну угоду. Однак Іоанну вдалося відстояти свої зобов'язання щодо Франції.
Але цьому союзу не судилося довге життя, і восени того ж року в ньому з'явилися перші тріщини. Після раптової смерті Іоаннового зятя Генріха Нижньобаварського імператор перебрав на себе регентство з метою недопустити овдовілої дочки Іоанна Маргарити до правління від імені її сина Іоанна. Коли наприкінці 1340 року одинадцятирічний сирота помер, Людовік просто приєднав це герцогство до власного, навіть позбавивши вдову її уділу. Останній удар, яким на друзки було розбито союз, стався у 1342 року. Становище Іоанна Генріха в Тіролі погіршувалося. Місцева знать розчарувалася в Люксембургах, від яких сподівалася дієвішої допомоги в обороні земель останнього герцога. Ще небезпечнішим було відчуження між Маргаритою, котру прийдешні покоління наділили малоприємним епітетом Maultasch («Пелька як торба»), та її набагато молодшим чоловіком Іоанном Генріхом. Вона радо прийняла пропозицію пристати на бік імператора й віддати свою руку його овдовілому сину Людовікові Бранденбурзькому. Збройною інтервенцією до Тіролю 1340 року Карл, брат Іоанна Генріха, запобіг здійсненню цих планів. Однак наприкінці наступного року Маргариті за допомогою знаті вдалося вигнати з Тіролю свого чоловіка. Імператор поспішив прийняти пропозицію, і в лютому 1342-го його син одружився з Маргаритою, попри те що її попередній шлюб вважався канонічно дійсним, і заволодів країною. Союз між Віттельсбахами та Люксембургами, певна річ, розпався, і на кордонах Богемії та Баварії розпочалися збройні сутички.
Хоч імператор і порушив церковний припис про святість шлюбу та діяв без дозволу церкви, Люксембурги навряд чи отримали б цілковиту підтримку у своїх діях від Бенедикта XII; папа не був готовий поглиблювати суперечності між курією та імператором. Однак, Бенедикт XII помер у квітні того ж року, і папський престол наслідував П'єр де Розьє, фаворит французького двору та друг Люксембургів — він був колись домашнім учителем маркграфа Карла.
Новий папа Климент VI (1342—1352) твердо вирішив скинути Людовіка IV шляхом виборів нового німецького короля. Людовік робив подальші І спроби примирення, відправляючи до Авіньйону послів, прохаючи курфюрстів про підтримку та пропонуючи Люксембургом Нижню Лужицю замість втраченого Тіролю (1345). Сини Іоанна, не ймучи віри імператорові, стримали свого батька від прийняття пропозиції. Однак під час нових переговорів між імператором і Люксембургами 1346 року, папа нарешті визначився. Він викликав Іоанна з сином до Авіньйона, повідомивши їх про свій намір підготувати обрання імператором свого колишнього вихованця Карла. Кандидатура Іоанна відпадала не тільки через його неврівноважений характер, але й через те, що він зовсім осліпнув. Іоанн ще з дитинства страждав на недобачання. Зір на одне око він втратив у 1337 році під час хрестового походу на литовців. 1340 року Іоанн виїжджав до Монпельє для консультації з фахівцями, але вони не змогли зберегти йому зір на друге око. Причина його хвороби невідома. Можливо, втрата зору була викликана глаукомою.
Папа дуже обережно розпочав реалізовувати свій план. Не відкидаючи остаточно можливості примирення з відлученим від церкви імператором, він продовжував зміцнювати позицію Люксембургів, даючи їм більше часу для того, щоб схилити курфюрстів до проведення виборів нового імператора. Одним із його заходів, спрямованих на зміцнення позиції Карла, було підвищення Празької єпископії до статусу митрополії, в той час як єпископія Оломоуцька та новий осередок у Літомишлі мали їй підлягати. Надаючи столиці Богемії такого привілейованого статусу, Климент IV діяв водночас проти архієпископа Майнцького, який усе ще залишався митрополитом Празьким і стояв на боці Людовіка IV.
Тим часом популярність імператора неухильно падала. Німецька громадська думка, що радо вітала союз Людовіка з Англією проти Франції, поволі поверталася проти нього через його двозначну позицію під час перших збройних конфліктів між двома королями і свідоме порушення ним церковної доктрини про непорушність шлюбу. Князів обурювало те, що Людовік зосереджував імперські лени в руках своїх родичів, нехтуючи правами колишніх власників. Новий подібний випадок стався у 1345 р., коли після смерті графа Нижньої Голландії імператор захопив його землі. Отже, Людовік не зумів заручитися серед князів такою ж підтримкою, яку він мав у Рензе. Його спроби ізолювати Люксембургів провалилися після того, як Іоанн з сином змусили Казимира Польського облишити надії на територіальні придбання у союзі з імператором.
З огляду на небезпеку, яку міг спровокувати непередбачуваний баварець, якби мав більше часу для своїх інтриг, папа вирішив діяти відкрито. У квітні 1346 р. він поновив усі колишні вироки проти «антихриста» Людовіка Баварського, позбавив його всіх прав і запропонував курфюрстам негайно провести нові вибори, погрожуючи, що в разі вагань він буде змушений призначити нового німецького короля та римського імператора. Одночасно він сповістив німецьких князів, що його кандидатом є Карл Богемський.
Утім, перед цією заявою Климент VI уклав з Карлом окрему угоду. Ця угода часто зазнавала критики, оскільки передавала папству імператорські права. Сьогодні, схоже, переважає думка, що в переговорах з папою Карл небезуспішно намагався врятувати ті ідеї імперії та повноваження імператора, які ще можна було врятувати. Як спостережливий очевидець недавніх подій у Німеччині, він зрозумів, яке велике значення ідея імперії мала для німецького народу та німецького королівства. За відсутності жорсткого монархічного режиму, що ґрунтується на династичних узах, ідея імперії єдина могла згуртувати та об'єднати нації багатьох напівсуверенних держав, на які розпалася Німеччина. Пам'ятаючи про настрої курфюрстів у Рензе, Карл не міг прийняти висловлену Іоанном XXII точку зору курії, що тільки папське схвалення надає чинності королівським повноваженням обраного монарха. Він обіцяв просити папської санкції лише у випадку виконання імператорських повноважень в Італії. У тому ж дусі він уникав будь-яких заяв, що дезавуювали б дії Людовіка IV як німецького короля. У багатьох інших пунктах його угода з папою нагадує текст декларації (procuratorium) Людовіка від 1336 p., в якій баварець зазначав ті поступки, на які він був готовий піти заради примирення з папою.
Французьку згоду на нову домовленість не можна було отримати відкрито, оскільки Пилип VI (1328—1350) перебував у стані війни з Англією і не бажав провокувати Людовіка на пряму інтервенцію щодо Франції. Карла, однак, запевнив у мовчазній згоді Франції його шурин, дофін Жан. Дядько Карла, архієпископ Трірський, був його головним прибічником у Німеччині. Папа полегшив ситуацію призначенням нового архієпископа Майнцького, котрий підтримував Люксембургів. Хоч князів, які обіцяли підтримати Карла, було небагато, вибори, проведені 11 липня у Рензе, були мирними. Карла обрали римським королем усі п'ять присутніх курфюрстів.
Людовік Баварський, можливо, поставив би Люксембургів і папу в дуже скрутне становище, якби вдався до негайних та енергійних заходів проти антикороля. Схоже, однак, що з огляду на малу кількість імперських князів, котрі пристали до Карла, він переоцінив свої шанси. Він був також упевнений у підтримці німецьких міст. У цьому випадку він не помилився, що засвідчила відмова міста Ахена, де звичайно відбувалися королівські коронації, впустити антикороля. Через це коронацію провів архієпископ Кельнський у Бонні лише 28 листопада, після того як обрання Карла затвердив папа.

### Загибель

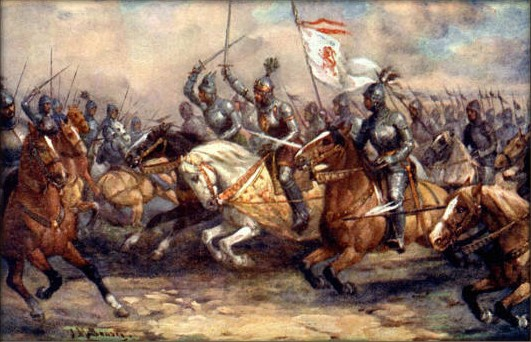
Король Іоанн Люксембург у битві при Кресі

Людовік IV Вітельсбах міг розраховувати на допомогу Англії, з королем якої, Едуардом III (1327—1377), він був у дружніх стосунках. Останній тільки-но вдерся до Франції, і Філіпп VI збирав васалів під своє знамено. Іоанн і новообраний король Карл були зайняті марними спробами завоювати симпатії Рейнських земель, коли вони дізналися про це. Свідомий своїх зобов'язань щодо Франції та Філіппа VI і сподіваючись, що французька перемога над Англією послабить Людовіка IV і зміцнить позицію його сина, Іоанн поспішив до Франції зі своїми люксембурзькими та чеськими лицарями. Карл очолив власний загін лицарів під корогвою римського короля. Але їхні надії були вщент розбиті у вирішальній битві поблизу села Кресі 26 серпня 1346 року, що обернулася катастрофою для французького війська. Англійці вперше продемонстрували переваги вишколеної піхоти, досвідченої у стрільбі з довгого лука, у боротьбі проти атакуючих лицарів. Втрати французів були жахливі. Серед загиблих був і король Богемії.
Французький історик Жан Фруассар у своїй хроніці, складеній після 1370 p., дає дуже зворушливий опис останньої битви та смерті короля-лицаря Іоанна. За його словами, сучасників вразив трагічний кінець сліпого короля, котрий волів шляхетно загинути, аніж ганебно втекти. Опис Фруассара не підтверджують в усіх деталях інші хроніки, але подана в ньому картина героїчної смерті сліпого мандрівного лицаря є тим пам'ятником, який французьке лицарство звело на честь короля Богемії. Розповідають, що король Едуард, почувши про його смерть, зі сльозами на очах вигукнув: «Сьогодні впала корона лицарства. Ніколи ніхто не міг зрівнятися з цим королем Богемії». Переказують також, що син Едуарда, Чорний Принц, перебрав три страусові пера з нашоломника Іоанна і його гасло «Ich dien» (Я служу). Це й донині є гербом і гаслом принців Уельських.
Глибоке відлуння трагічної смерті богемського короля у тогочасних хроніках свідчить, наскільки добре знали Іоанна при дворах Європи у XIV ст. Водночас це й символ пошани, яку склала доба лицарства його «Лицарській Короні». Однак богемські піддані Іоанна навряд чи могли приязно згадувати його правління. Хоч Богемія була вихідним пунктом усіх його політичних комбінацій та воєнних виправ, Іоанн залишився чужинцем у своєму власному королівстві. Він відвідував своє королівство лише на короткі періоди і з довгими проміжками між ними, а головна мета його приїздів полягала у збиранні додаткових коштів для його закордонних походів. Результатом нехтування ним королівськими обов'язками стало падіння королівського авторитету та зростання ролі знаті в управлінні королівством. Постійне викачування грошей з королівських маєтностей та інші визиски вкупі з високими податками фінансово зруйнували королівство. Це найкраще ілюструє опис стану справ 1333 p., зроблений сином Іоанна Карлом, коли він став маркграфом Моравії. Він говорить: «Ми знайшли королівство в такому стані виродження, що нам не вдалося знайти жодного королівського замку, який не був би заставлений разом з усіма його королівськими маєтностями. Через це ми могли зупинятись лише у будинках бюргерів, як звичайні городяни».
Проте, правління Іоанна Люксембурзького не було зовсім безплідним для зростання Богемського королівства. Його тривкі здобутки для корони Богемії полягають у поширенні її суверенітету на Хеб (Егер), Верхню Лужицю і більшу частину Сілезії. Консолідувати ці надбання і піднести Богемію до нових фінансових та господарських висот стало завданням його сина і наступника Карла.

## Родина
1 Дружина — Єлизавета (1292—1330), донька Вацлава II, короля Богемії
Діти:
- Маргарита (1313—1341) — дружина Генріха II Вітельсбаха, герцога Нижньобаварського
- Бона (1319—1346) — дружина Іоанна II, короля Франції
- Карл IV (1316—1378) — імператор Священної Римської імперії
- Пжемисл Оттокар (1318—1320)
- Ганна (1319—1338) — дружина Оттона Габсбурга, герцога Австрійського
- Іоанн Генріх (1322—1375) — маркграф Моравії

2 Дружина — Беатриса Бурбонська (1305—1383), донька Людовика, герцога Бурбонського
Діти:
- Венцеслав (Вацлав Чеський) (1337—1383) — граф, потім герцог Люксембурзький